# Rurikō-ji
Rurikōji es un templo budista zen de la escuela Sōtō ubicado en la ciudad de Yamaguchi, en la prefectura del mismo nombre. Es conocido por su pagoda del siglo XV, declarada Tesoro Nacional del Japón y considerada la obra cumbre del clan Ōuchi en su período de hegemonía en la región (siglos XIV al XVI). 
El complejo del templo está ubicado dentro del Parque Kōzan, un popular enclave de la ciudad para contemplar la floración de los cerezos. 

## Historia

### Templo Kōshakuji
Inicialmente, en esta ubicación se hallaba un templo budista denominado Kōshakuji, construido por orden de Ōuchi Yoshihiro (1356-1399), hijo de Ōuchi Hiroyo. El mismo Yoshihiro muere en batalla contra las fuerzas del shōgun Ashikaga Yoshimitsu en 1399. Para honrar su memoria, su hermano menor, Morimi, ordena erigir una pagoda, que se finalizó hacia 1442, invirtiéndose en su construcción más de 30 años. 
Tras la caída del clan Ōuchi, el clan Mōri toma el control de la región y ordena trasladar a la provincia de Aki, donde se encontraba su bastión (actual Hiroshima), el butsuden del templo, construido en 1540. Hoy ese edificio es el pabellón principal del templo Fudōin y está catalogado como Tesoro Nacional.

### Templo Rurikōji de Niho
El templo Rurikōji se situaba inicialmente en el área que actualmente corresponde al distrito de Niho de la ciudad de Yamaguchi. Fue construido en memoria de Sue Hirofusa, séptimo líder del clan Sue, en 1471.

### Traslado
En 1600, Mōri Terumoto sufre una importante derrota en la batalla de Sekigahara al aliarse contra las fuerzas de Tokugawa Ieyasu. Se ve obligado a renunciar a gran parte de sus territorios y a retirarse a la ciudad de Hagi, a donde traslada el templo Kōshakuji en 1604. A su vez, en 1690 se traslada a esta localización el templo Rurikōji, dando así lugar a su aspecto actual.

## Complejo

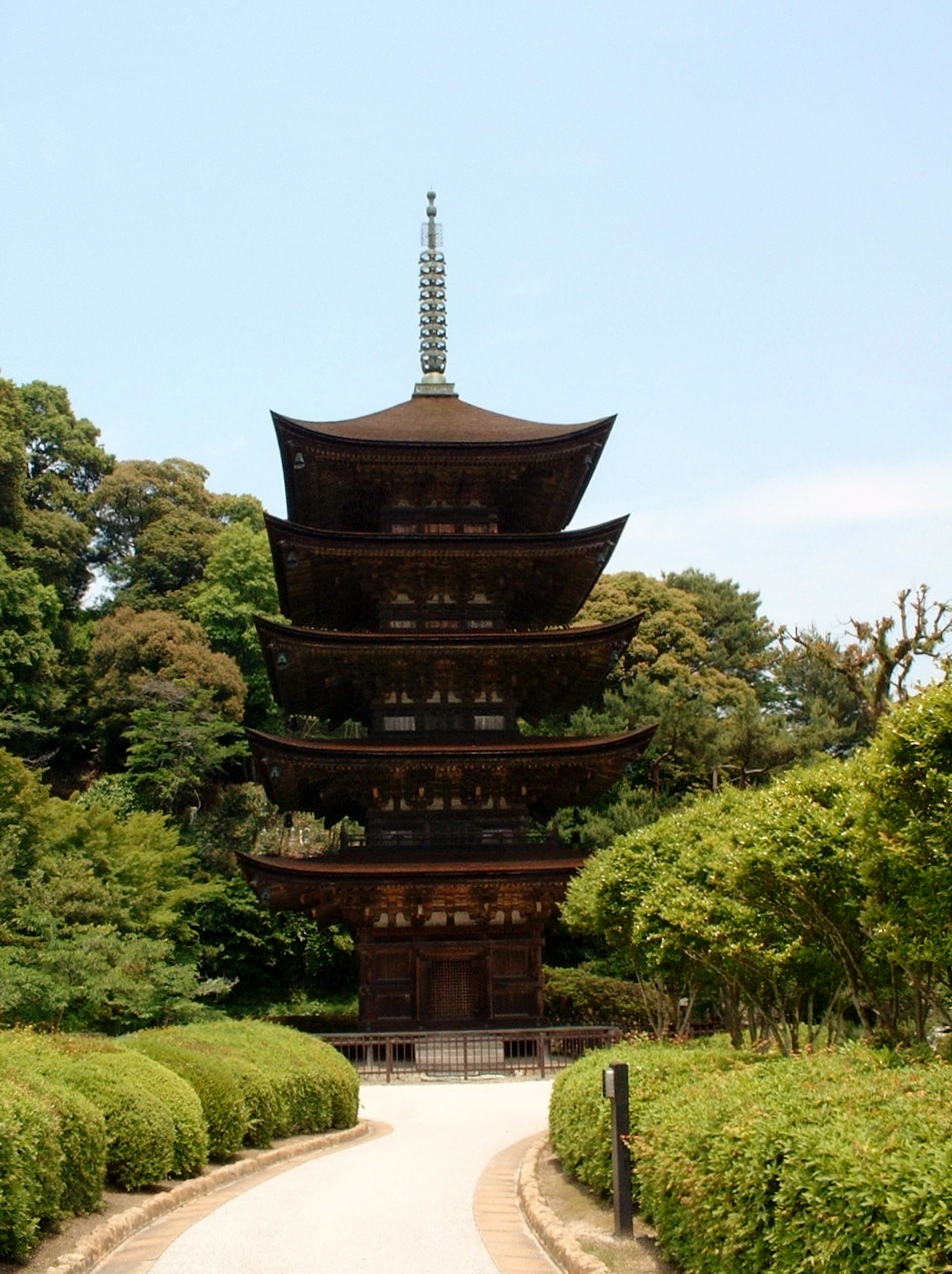
Pagoda de cinco plantas

### Pagoda
La pagoda del complejo es la décima más antigua de las pagodas de cinco plantas de todo Japón, y una de las estructuras más destacadas de mediados del periodo Muromachi que han pervivido hasta nuestros días. Popularmente se la denomina “una de las tres famosas pagodas de Japón”, junto con la del templo Hōryuji, en la prefectura de Nara, y la del templo Daigōji, en la prefectura de Kioto. 
Otra de sus particularidades es sus techados de corteza de ciprés, una técnica tradicional japonesa que sólo se puede observar hoy en otras tres edificaciones en todo Japón: las pagodas de los templos Murōji y Hasedera, en la prefectura de Nara, y la del santuario de Itsukushima, en la prefectura de Hiroshima. 
Su enclave, rodeado de naturaleza, hace que el templo Rurikōji y en especial su pagoda sea visitada durante las cuatro estaciones, especialmente en el período de floración de los cerezos del recinto. 
Con 31,2 m de altura, la pagoda se caracteriza por el uso de una cornisa sólo en el segundo piso. De estilo arquitectónico típicamente japonés, algunas partes, sin embargo, son de estilo zen (zenshūyo), de influencia china: los adornos en forma de loto invertido en la barandilla del primer piso, y el pedestal circular o shumidan del piso inferior, único de este tipo en Japón, que consagra una imagen del Buda Amida a la que acompaña otra de Ōuchi Yoshihiro.  

### Otros edificios destacados del recinto
- Museo del templo: exhibe maquetas y documentos relacionados con la pagoda, así como maquetas de las 55 principales pagodas de cinco plantas de las diferentes regiones de Japón.
- Cementerio de Kōzan: en él se hallan dispuestas las tumbas de los últimos líderes del clan Mōri de Hagi, completando los conjuntos de los templos Daishōin y Tōkōji en dicha ciudad. Destaca la tumba de Mōri Takachiha, daimio durante la Restauración Meiji.
- Chinryūtei: edificio en el que se celebraron las reuniones secretas entre representantes de los feudos de Chōshū y Satsuma, estos últimos encabezados por Saigō Takamori, para formar la alianza decisiva que permitiría derrocar al shogunato Tokugawa en 1868.
- Rozandō: sala para la ceremonia del té de Mōri Takachika, que trasladó al cambiar su bastión de Hagi a Yamaguchi, y que también fue escenario de reuniones clandestinas que ayudarían a fraguar el levantamiento contra el bakufu.